# 兰雅尔
兰雅尔（法語：Lingeard，法語發音：[lɛ̃ʒaʁ]）是法国芒什省的一个市镇，属于阿夫朗什区。

## 地理
兰雅尔（48°44'20"N, 1°1'35"W）面积3.65 平方千米，位于法国诺曼底大区芒什省，该省份为法国西北部沿海省份，西、北、东北三面环大西洋，东起顺时针与卡爾瓦多斯省、奧恩省、马耶讷省和伊勒-维莱讷省接壤。
与兰雅尔接壤的市镇（或旧市镇、城区）包括：圣米歇尔德蒙茹瓦、勒梅尼勒吉尔贝、佩里耶昂博菲塞勒、圣普瓦、瑞维尼莱瓦莱。

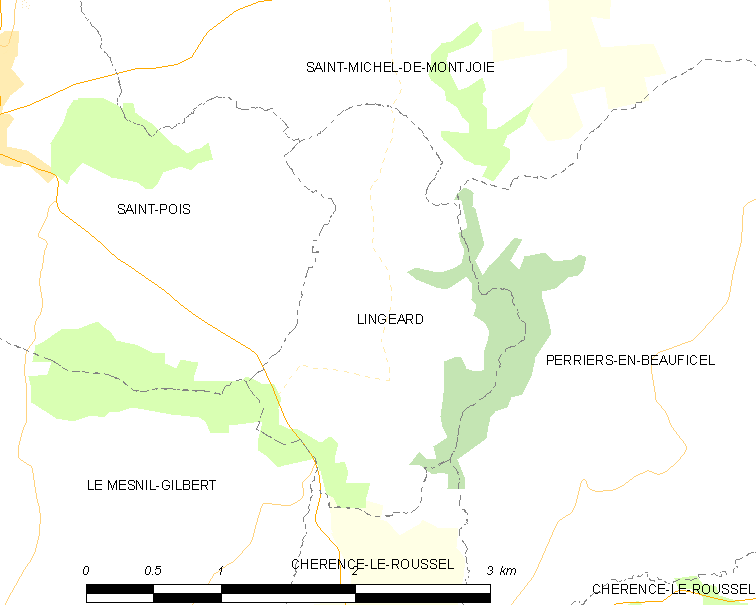
兰雅尔的OSM定位图

兰雅尔的时区为UTC+01:00、UTC+02:00（夏令时）。

## 行政
兰雅尔的邮政编码为50670，INSEE市镇编码为50271。

## 政治
兰雅尔所属的省级选区为伊西尼-勒比阿县。

## 人口

1962-2008年间兰雅尔人口变化图示

兰雅尔于2022年1月1日时的人口数量为88人。